# Дипломатія (книга)
Дипломатія — книга Генрі Кіссинджера з 1994.
Книга представляє історію дипломатії від XVII століття до 90 років XX століття. Кіссенджер зосереджується перш за все на вирішальній ролі лідерів в творенні історії міжнародних взаємин. Генрі Кіссинджер є великим прихильником концепції Реальна політика, що підкреслює у своїй книжці.

## Список розділів
1. Новий порядок світу
2. Пункт віднесення: Теодор Рузвельт чи Вудро Вільсон?
3. Від універсалізму до рівноваги: Кардинал Рішельє, Вільгельм I Оранський і Вільям Пітт
4. Європейський Концерт: Велика Британія, Австрійська імперія і Росія
5. Два революціонери: Наполеон III і Отто фон Бісмарк
6. Реальна політика звертається проти себе
7. Політична машина загибелі : європейська дипломатія перед Першою світовою війною
8. До пучини: військова машина загибелі
9. Нове обличчя дипломатії : Вудро Вільсон і Версальський договір 1919
10. Дилеми переможців
11. Густав Штреземан і повернення подоланних на сцену
12. Кінець ілюзії : Адольф Гітлер і зруйнування Версалі
13. Тендер Йосифа Сталіна
14. Нацистсько-радянський пакт
15. Америка повертається на сцену: Франклін Делано Рузвельт
16. Три програми миру : Франклін Делано Рузвельт, Йосиф Сталін і Вінстон Черчилль в другій світовій війні
17. Початок холодної війни
18. Успіхи і труди політики стримування
19. Дилема політики стримування: Корейська війна
20. Ведення переговорів з комуністами: Конрад Аденауер, Вінстон Черчилль і Дуайт Девід Ейзенхауер
21. Стрибок через бар'єр стримування : Суецька криза
22. Угорщина: кипіння в імперії
23. Ультиматум Микити Хрущова: берлінська криза 1958–1963
24. Поняття єдності заходу : Гарольд Макміллан, Шарль де Голль, Дуайт Девід Ейзенхауер і Джон Фіцджеральд Кеннеді
25. в'єтнамська війна: вхід в трясовину; Гаррі Трумен і Дуайт Ейзенхауер
26. в'єтнамська війна: на дорозі до відчаю; Джон Фіцджеральд Кеннеді і Ліндон Джонсон
27. в'єтнамська війна: вихід; Річард Ніксон
28. Закордонна політика як геополітика: тристороння дипломатія Річард Ніксон
29. Розрядка і буркотуни
30. Кінець холодної війни: Рональд Рейган і Михайло Горбачов
31. Роздуми над новим порядком світу